# (308635) 2005 YU55
(308635) 2005 YU55 is een aardscherende planetoïde met een doorsnede van zo'n 400 meter, die op 28 december 2005 werd ontdekt door Robert S. McMillan in het Steward Observatory van de Universiteit van Arizona.
2005 YU55 vloog op 9 november 2011 om 00:28 CET met een snelheid van 13,716 km/s (bijna 50.000 km/h) op slechts zo'n 325.000 kilometer afstand langs de Aarde en om 08:13 CET op een afstand van 239.000 km langs de Maan. Er was geen enkel gevaar voor een botsing met de aarde. Op 19 januari 2029 zal 2005 YU55 vlak langs de planeet Venus vliegen. 
De voor zover bekend eerstvolgende keer dat een planetoïde van deze omvang zo dicht bij de aarde komt zal in 2028 zijn, wanneer 2001 WN5 haar binnen 0,6 maansafstanden zal passeren.